# 中井一郎
中井 一郎（なかい いちろう、1907年4月6日 - 1998年9月18日）は日本の政治家。神奈川県小田原市長（4期）。17代全国市長会会長。

## 経歴
現在の神奈川県小田原市出身。旧制小田原中学卒。足柄下郡片浦村会議員を経て、神奈川県会議員を連続6期、同議長なども歴任した。県議時代は自由民主党に所属した。
1969年に小田原市長に初当選。4期務めた。市長在職中は市民に「市長と話し合う会」の開催、市役所の日曜開庁、浄水場や清掃工場、給食センターなどの開設、小田原城跡の一部開放や公園化、「緑を豊かにする条例」の制定など数々の業績を上げた。1983年から全国市長会会長に就任した。1985年に市長を引退。1998年死去。